# Ікун-Марі
Ікун-Марі (д/н — бл. 2380 до н. е.) — 6-й енсі-гал (верховний володар) Другого царства Марі близько 2390—2380 роках до н. е. — за середньою хронологією, (за короткою хронологією — 2290—2280 роках до н. е.)

## Життєпис
Його ім'я згадується лише на кам'яній посудині. Тут також записано ім'я його дружини — Алма, а також родичі, можливо син, Ні-зі.
Обставини здобуття трону та навіть приблизна тривалість панування достеменно невідомі. За різними версіями посів владу після загибелі енсі-галя Іштуп-Ішара у війні з еблаїтським малікумом Кун-Даму або скористався послаблення правителя Марі й захопив трон внаслідок заколот. З огляду на це належав до правлячої династії.
Втім помер або загинув до 2380 (2280) року до н. е. Йому спадкував Іплул-Іль.